# Sun (Mario Biondi)
Sun è il quarto album in studio del cantante italiano Mario Biondi, pubblicato il 29 gennaio 2013 per Sony Music.

## Il disco
Il disco è stato prodotto dallo stesso Biondi e da Jean Paul Maunick a.k.a. Bluey, leader del gruppo britannico Incognito. Si tratta di un album contenente diverse collaborazioni, tra cui quelle con Chaka Khan (in Lowdown di Boz Scaggs) e con Jan Kincaid (batterista dei Brand New Heavies) e Massimo Greco (coautori di Shine On). L'arrangiamento degli archi è stato curato da Simon Hale (collaboratore di Jamiroquai).
Il disco è stato registrato nell'arco di circa due anni in diverse città: Milano, Los Angeles, Londra e New York. Ha raggiunto il primo posto della classifica di vendita FIMI.

## Tracce
1. Intro - Ladies and Gentlemen, Introducing Mario Biondi – 0:42
2. Shine On – 3:39
3. Come to Me – 5:18
4. What Have You Done to Me – 3:26
5. Woman Woman – 3:32
6. Never Stop (feat. Omar) – 4:46
7. Deep Space (feat. James Taylor) – 3:25
8. Catch the Sunshine (feat. Leon Ware) – 6:00
9. La voglia la pazzia l'idea – 3:20
10. Light to the World (feat. Al Jarreau) – 4:42
11. Girl Blue – 5:23
12. I Can't Read Your Mind – 5:19
13. There's No One Like You – 6:03
14. Lowdown (feat. Incognito e Chaka Khan) – 4:25
15. Outro – 1:00

- Bonus track iTunes:

1. A che ritmo vai - 3:40

## Formazione
- Mario Biondi - voce, fischio, cori
- Pete Biggin - batteria
- Joao Caetano - congas, percussioni, caxixi, shaker, triangolo
- Matt Cooper - tastiera, celeste, dulcimer, sintetizzatore, glockenspiel, clavicembalo, vibrafono, pianoforte, marimba
- Richard Bull - batteria, tastiera, chitarra acustica, basso, percussioni
- Neville Malcolm - basso
- Ronnie Johnson - chitarra
- Mo Hausler - batteria
- Bosco De Oliveira - cuica, cabasa, caxixi
- Leon Ware - tastiera, cori, percussioni
- Luiz Morais - chitarra a 7 corde
- Ski Oakenfull - pianoforte
- Bluey - chitarra, cori
- Taylor Graves - tastiera
- Itai Shapira - chitarra
- James Taylor - organo Hammond
- Stuart Zender - basso
- Graham Harvey - tastiera
- Thomas Dyani - percussioni
- Bosco D'Oliveira - percussioni, shaker
- Claudio Filippini - pianoforte
- Francesco Mendolia - batteria
- Michele Bianchi - chitarra
- Tommaso Scannapieco - basso
- Luca Florian - congas
- Dan Carpenter - tromba
- Kevin Robinson - tromba, flicorno
- Sid Gauld - tromba, flicorno
- Dominic Glover - tromba, flicorno
- Giovanni Amato - tromba, flicorno
- Gianfranco Campagnoli - tromba, flicorno
- Giuseppe Di Benedetto - trombone
- Trevor Mires - trombone
- Nicol Thomson - trombone
- Alistair White - trombone
- Fayazz Virji - trombone
- Richard Henry - trombone
- Daniele Scannapieco - sassofono tenore
- Jamie Anderson - sassofono tenore
- Bud Beadle - sassofono tenore, flauto
- Patrick Clahar - sassofono tenore, sax alto
- Andrew Ross - sassofono baritono, flauto
- Nigel Hitchcock - sax alto
- Al Jarreau, Omar, Tom Momrelle, Joy Rose, Chaka Khan, Chris Ballin, Lorraine Cato-Price, Kenny Thomas, Wayne Hernandez, Samantha Iorio, Mo Brandis, Vanessa Haynes - cori